# Purshottam Trikamdas
Purshottam Trikamdas, aussi écrit Purushottam Trikamdas, (hindi : पुरुषोत्तम त्रि ओझुक्कम दास) (7 juillet 1897, Bombay,, -19 mai 1969, New Delhi) est un juriste indien avocat (Senior Advocate), de la Cour suprême de l'Inde, Secrétaire général de la Commission indienne de juristes. Il est l’un des fondateurs du  parti socialiste du Congrès, aux influences allant de la Société des Fabiens au Marxisme-léninisme, et secrétaire du Mahatma Gandhi. 

## Biographie
Avec Rammanohar Lohia, Achyut Patwardhan (en), et Usha Mehta (en), il fut l'un des concepteurs de la Congress Radio (en), une radio clandestine qui opéra entre le 20 août 1942 et fin décembre durant le mouvement Quit India,.
Il a participé au mouvement pour l'indépendance de l'Inde et a été emprisonné à plusieurs reprises, durant au total 6 années, dont une au secret. Il a été membre de la Commission internationale de juristes, une ONG ayant un statut consultatif auprès du Conseil économique et social de l'ONU.
La Commission internationale de juristes l’a mandaté pour enquêter sur les violations des droits de l’homme au Tibet. Il a recruté une équipe d’experts pour rassembler les éléments de preuves disponibles. En deux mois, la partie préliminaire de l’enquête a été terminée, comprenant des interrogatoires de témoins digne de foi venant du Tibet et les comptes rendus des évènements rapportés par la presse et la radio, y compris chinoises. 
Le 5 juin 1959, Purshottam Trikamdas a présenté un rapport sur le Tibet à la Commission internationale de juristes (CIJ) qui apportait la présomption d’un génocide au Tibet. Ce rapport fut communiqué à l'ONU. Purshottam Trikamdas présida le comité d’enquête juridique sur le Tibet constitué par la suite et qui comprenait en outre Arturo A. Alafriz, Kwamena Bentsi-Enchill (en), Nirmal Chandra Chatterjee (en), Rolf Christophersen, T. S. Fernando, Ong Huck Lim, R. P. Mookerjee, M. R. Seni Pramoj. En août 1960, la CIJ publia le rapport du comité intitulé Tibet and the Chinese People’s Republic qui examinait la question du génocide, du statut légal du Tibet et des droits de l’homme des Tibétains. Le comité concluait qu’il existait suffisamment de preuves pour accuser la Chine d’une tentative de détruire les Tibétains en tant que groupe religieux, un acte entrant dans la définition du génocide, interdit par la Convention sur le génocide et la loi internationale en vigueur.  
Selon John Kenneth Knaus, ex-agent de la CIA, en avril 1960 Purshottam Trikamdas et d'autres Indiens éminents, dont Jayaprakash Narayan et J. J. Singh (en), ont participé à l’organisation de la Conférence afro-asiatique sur le Tibet et contre le colonialisme en Asie et en Afrique. Les délégués de 19 pays asiatiques et africains rassemblés à New Delhi adoptèrent à l'unanimité une résolution soutenant le droit du peuple tibétain à l'autodétermination. Bien qu'aucun des délégués n’était un représentant officiel de son gouvernement, plusieurs de ces derniers ont exprimé leur sympathie pour la convention (l'Inde, qui préparant à une visite à Zhou Enlai, ne l'a pas fait). À l’automne, Singh et Trikamdas ont accompagné Gyalo Thondup à New York pour utiliser le soutien de la Conférence afro-asiatique et obtenir une résolution de l'ONU en faveur de l'autodétermination du Tibet. Ils réussirent à introduire la résolution, mais elle ne put être discutée lors des deux séances régulières, qui se sont enlisées vers la fin de l'année 1960, et elle fut examinée lors de la séance du printemps suivant.
Le 16 juin 1961, Purshottam Trikamdas et son épouse Leela Trikamdas, conclurent une visite d'une semaine à Taïwan, après avoir visité ses installations culturelles et économiques ainsi que l'ile de Kinmen.
Sur une série de photos, on peut le voir à la gauche du 14e dalaï-lama, le 14 novembre 1959, quand ce dernier témoigna devant le Comité d'enquête juridique sur le Tibet présidé par Trikamdas,.

## Publications
- The face of communism, édité par le Praja Socialist Party, 1962 ou 1963 - 14 pages
- The Supreme Court of India (S. 51-56), The Eastern journal of international law: quarterly organ of the Eastern Centre of International Studies, Volume 2, 1970